# Hinterradschwinge (Motorrad)

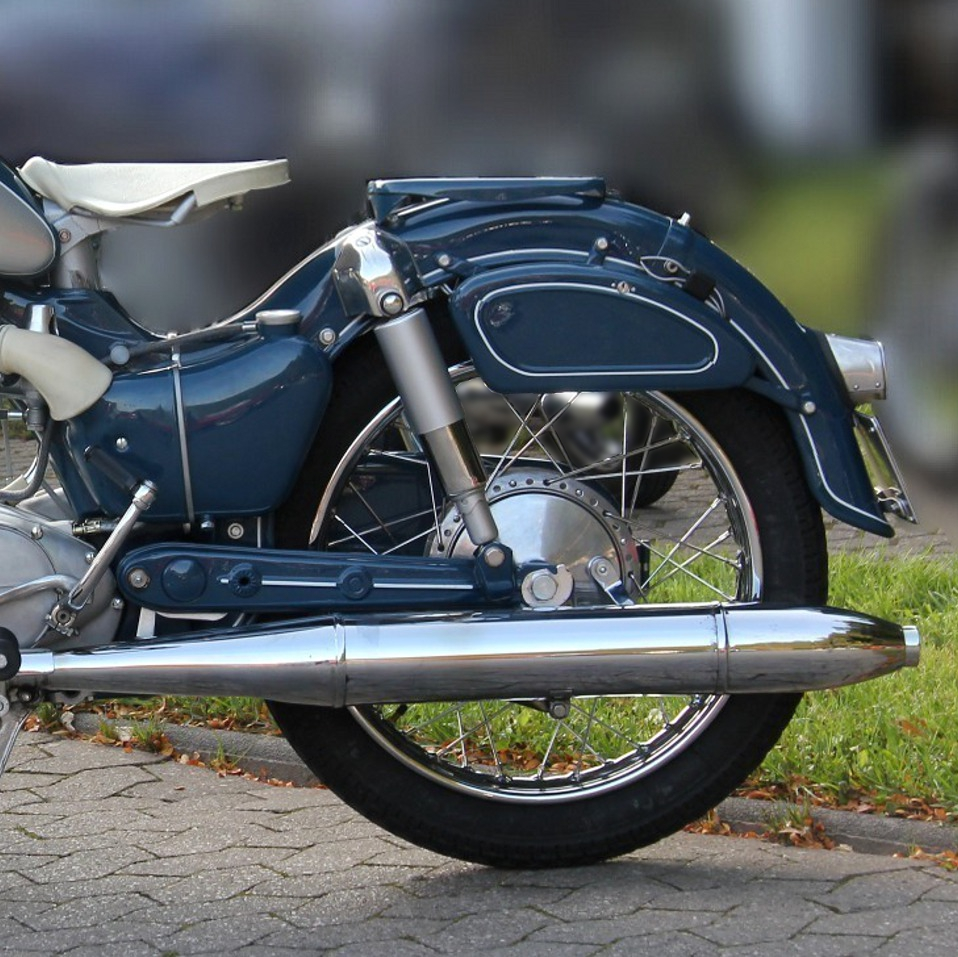
Hinterradschwinge der NSU Supermax

Die Hinterradschwinge ist Hinterradaufhängung an Motorrädern mit Federung. Sie ist am Rahmen in Fahrtrichtung vor dem Rad („gezogen“) drehbar um eine Achse quer zur Fahrtrichtung gelagert und hat im einfachsten Fall die Form eines einzelnen Tragarms, auf dem das Rad gelagert ist (Einarmschwinge). Verbreitet sind gabelförmige Zweiarmschwingen, die das Rad von beiden Seiten halten. Federn und Stoßdämpfer sitzen in der Regel annähernd senkrecht in der Nähe der Radachse. Außerdem gibt es Cantileverschwingen („Auslegerschwingen“), die sich an der dann eher liegend angeordneten Feder über einen Winkelhebel abstützen. Cantileverschwingen werden auch als räumliches Fachwerk ausgeführt. Sitzt der Motor zusammen mit dem Rad auf der Schwinge, so ist es eine Triebsatzschwinge. Bei moderneren Federungen greift die Feder gelegentlich nicht direkt an der Schwinge an, sondern über ein System aus Hebeln und Schubstangen, um die Federung beim Einfedern härter zu machen (progressive Federung), zum Beispiel bei Hondas Pro-Link.
Bis Mitte der 1930er Jahre waren Motorräder ohne Hinterradschwinge mit Starrrahmen die Regel. In den 1950er Jahren setzte sich die Konstruktion der Hinterradschwinge gegenüber der Ende der 1930er Jahre eingeführten Geradewegfederung bei nahezu allen Motorrädern durch.

## Geschichte
Die ersten Motorfahrräder hatten starre Diamantrahmen ohne bewegliche Hinterradschwinge. Noch bis in die 1930er Jahre waren ungefederte Hinterräder bei Motorrädern üblich. Erste Exemplare von Motorfahrrädern mit Hinterradschwinge in Cantilever-Bauweise sind hingegen bereits vom österreich-ungarischen Hersteller Rösler & Jauernig aus dem Jahr 1903 bekannt. Der erste Serienhersteller einer Hinterradschwinge waren die NSU Motorenwerke, die 1911 beim Modell NSU 2 1/2 den hinteren Teil des Rahmens als Schwinge mit Zentralfeder unter dem Sattel auslegten. 1913 bot Indian auf Wunsch eine blattgefederte Hinterradschwinge an, 1922 erschien bei DKW das Lomos Sesselrad mit einer gefederten Hinterradschwinge. Die Feder war in einem Teleskoprohr gekapselt. Moto Guzzi mit der G.T. (1928), HRD-Vincent (1931) und Gilera (1937) waren Vorreiter bei der Wiedereinführung der Hinterradschwinge beim Motorrad, nachdem man vorher mit steigender Motorleistung wegen der fehlenden Spurstabilität auf die Hinterradschwinge verzichtet hatte. Zunächst verbreitete sich in den 1930er Jahren die Geradewegfederung, die sich in der Nachkriegszeit kurzzeitig durchsetzte, dann jedoch von der Hinterradschwinge abgelöst wurde.
Während die Vorderräder von Motorrädern nur noch sehr selten an Schwingen aufgehängt werden – aktuell bei der Springergabel von Harley-Davidson sowie bei Motorradgespannen – hat sich die Konstruktion der Hinterradschwinge bei allen Motorrädern durchgesetzt.

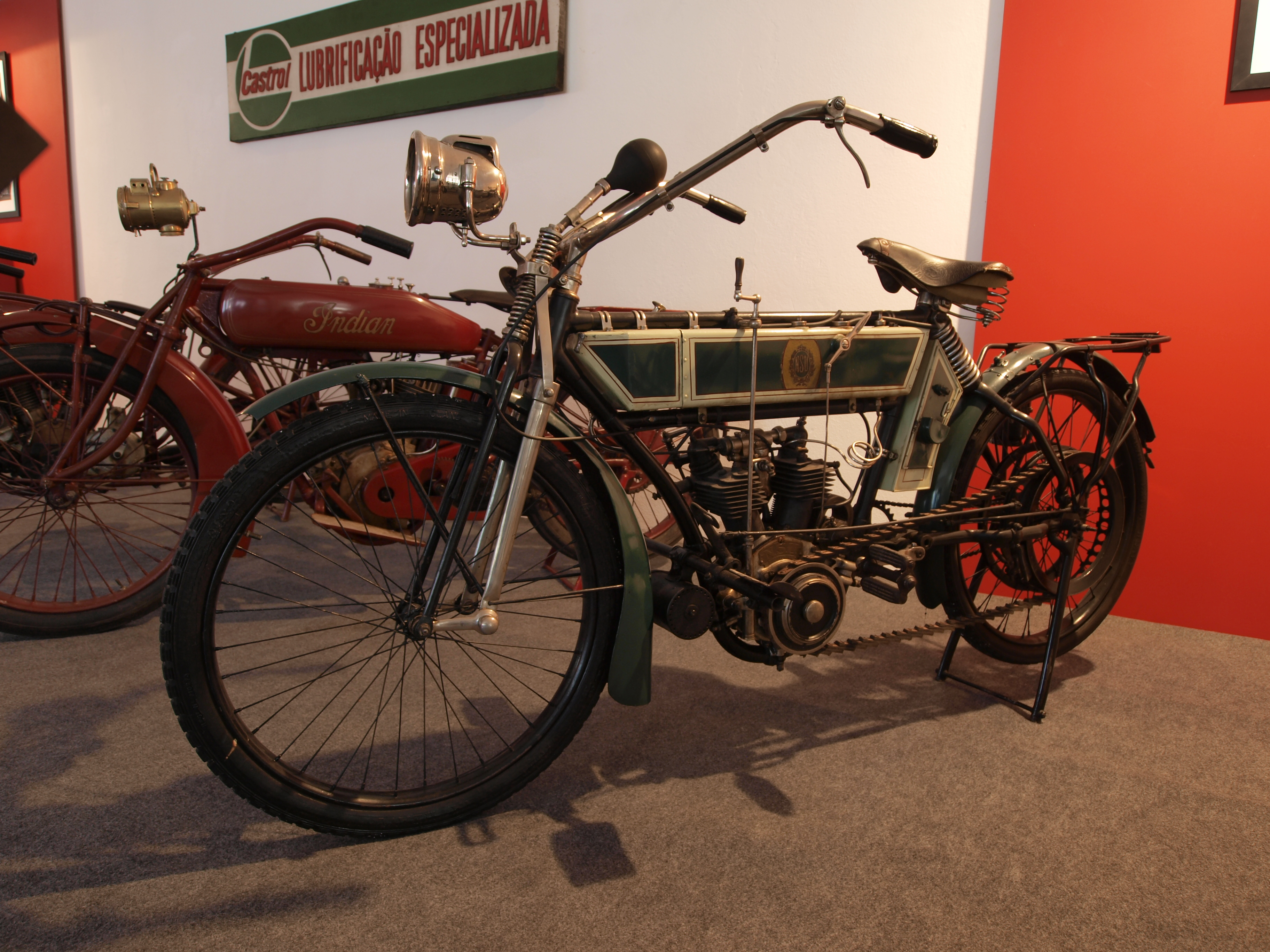
NSU (1911) mit Hinterradschwinge mit Zentralfeder
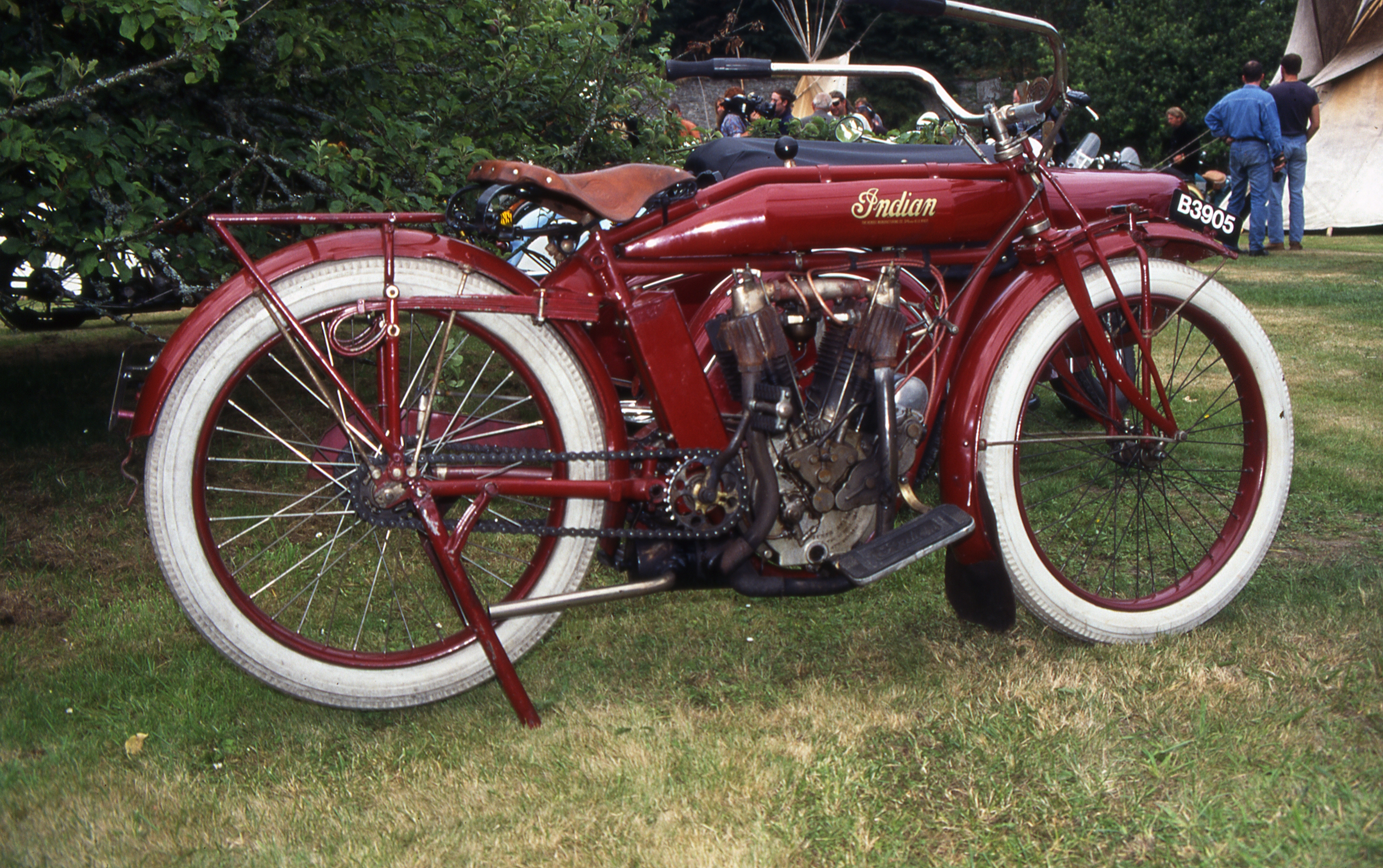
Indian (1913) geführte Hinterradschwinge mit Blattfeder
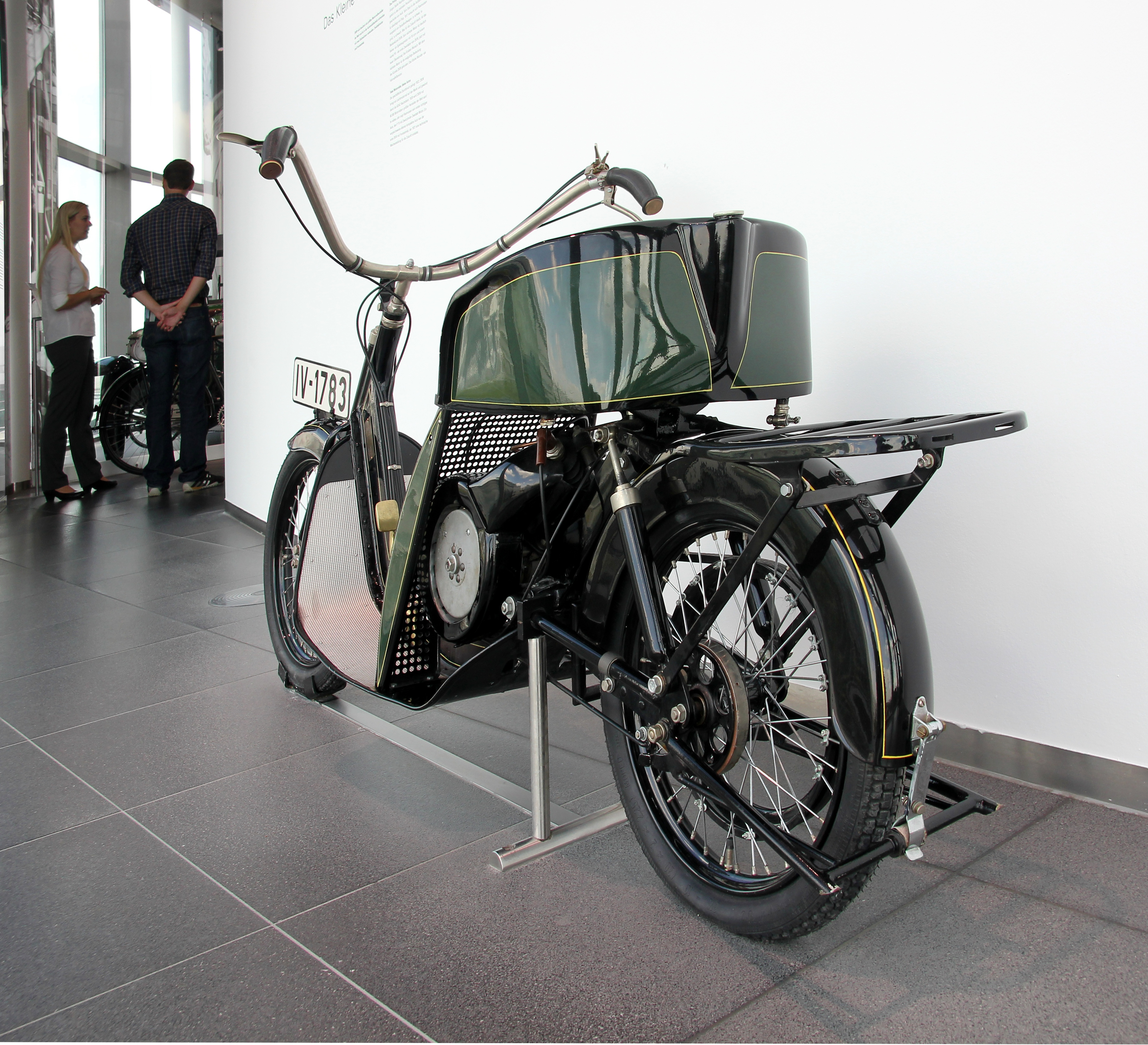
Lomos Sesselrad (1923): Hinterradschwinge mit Teleskopfeder
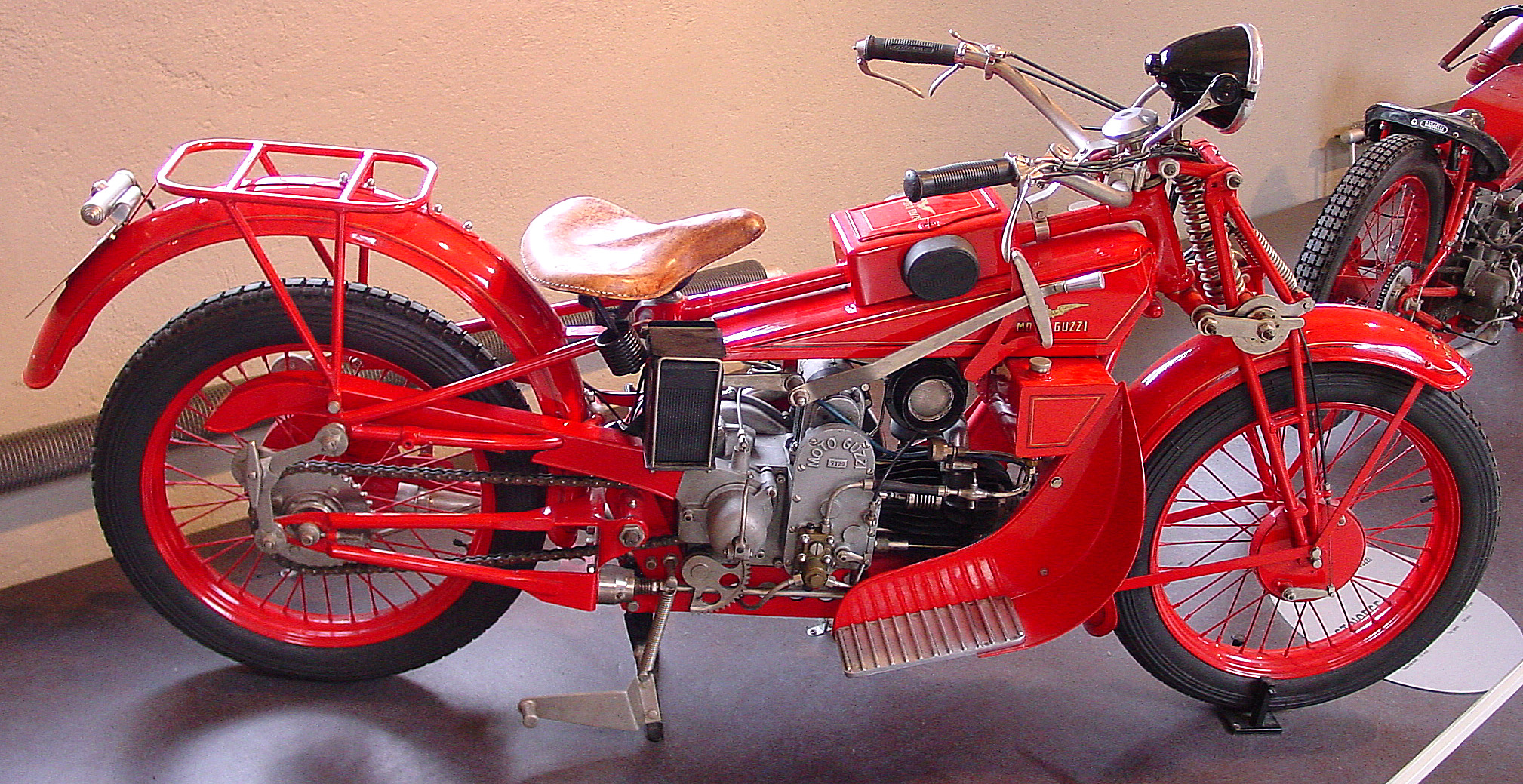
Moto Guzzi GT (1928) Hinterradschwinge mit scherenförmigem Reibungsdämpfer und nicht erkennbaren, fast waagerecht verlaufenden Schraubenfedern

2004 führte BMW mit dem Electronic Suspension Adjustment (ESA) eine elektrische Verstellbarkeit für Dämpfercharakteristik und Federrate ein. Etwa gleichzeitig wurden auch Luft-Feder-Dämpfer-Federbeine marktüblich, die weder Stahlfedern, noch hydraulische Dämpfer enthalten.

## Bauarten

### Zweiarmschwinge

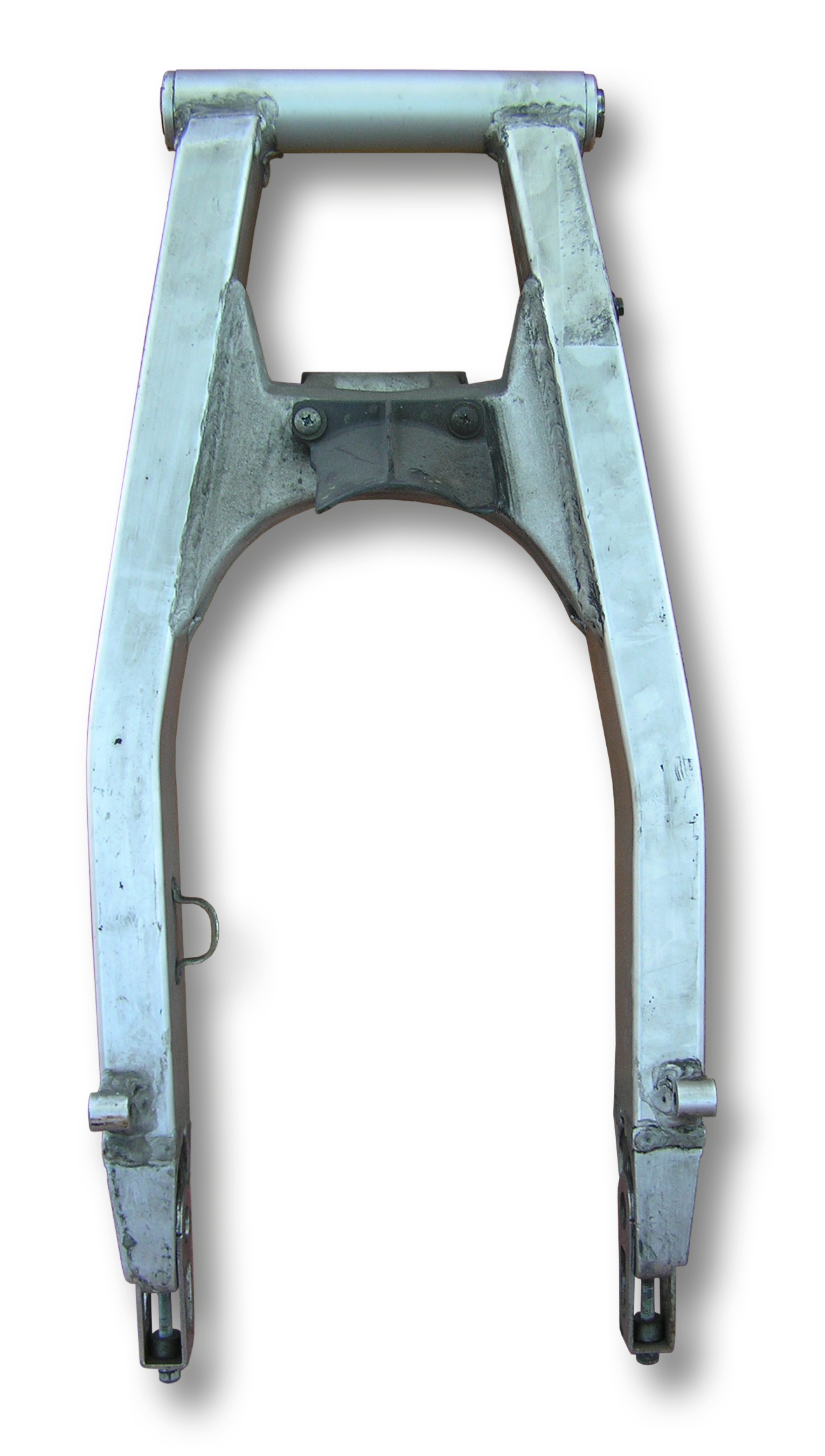
Hinterradschwinge
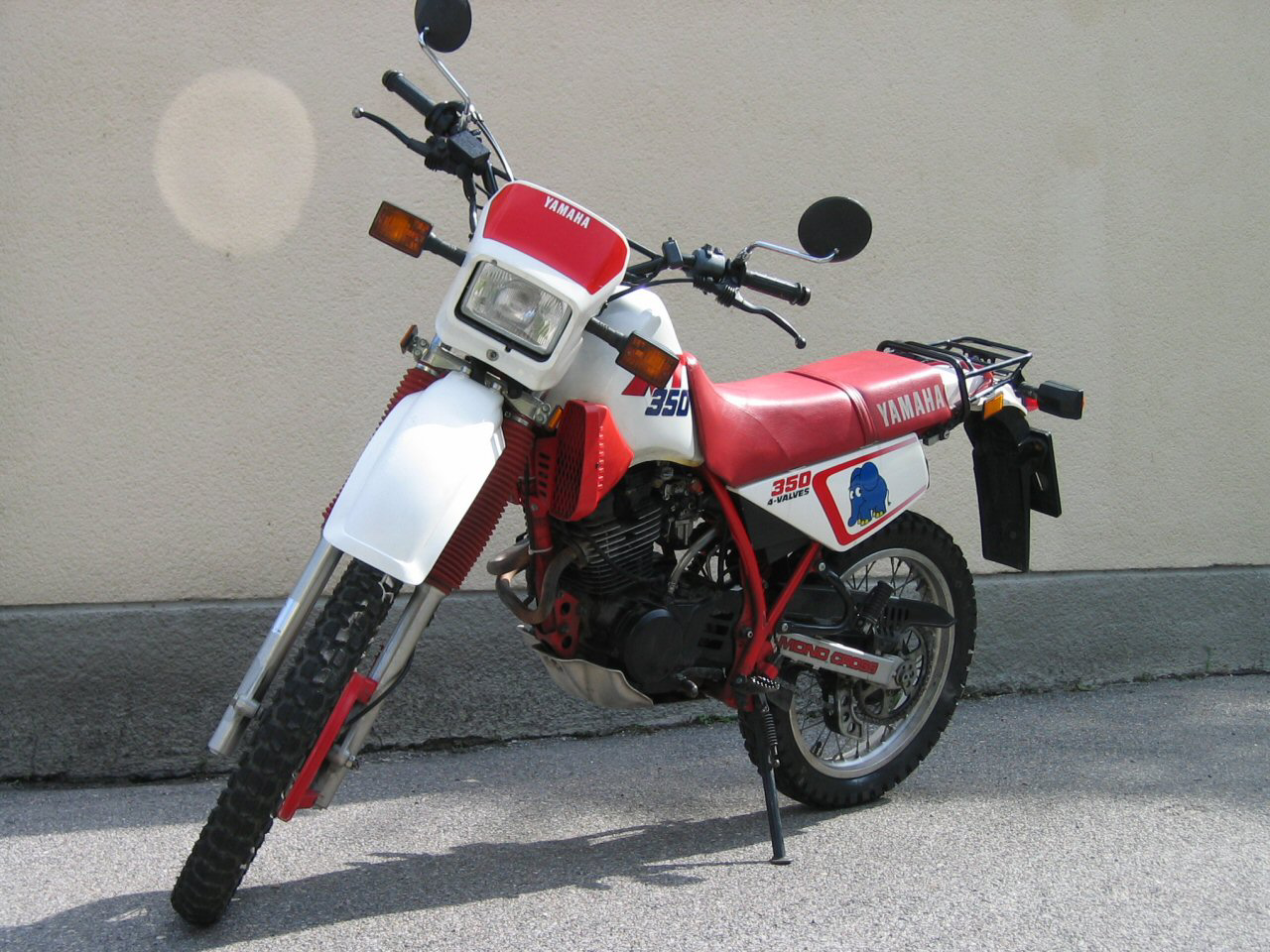
Yamaha mit Rechteck-Schwinge
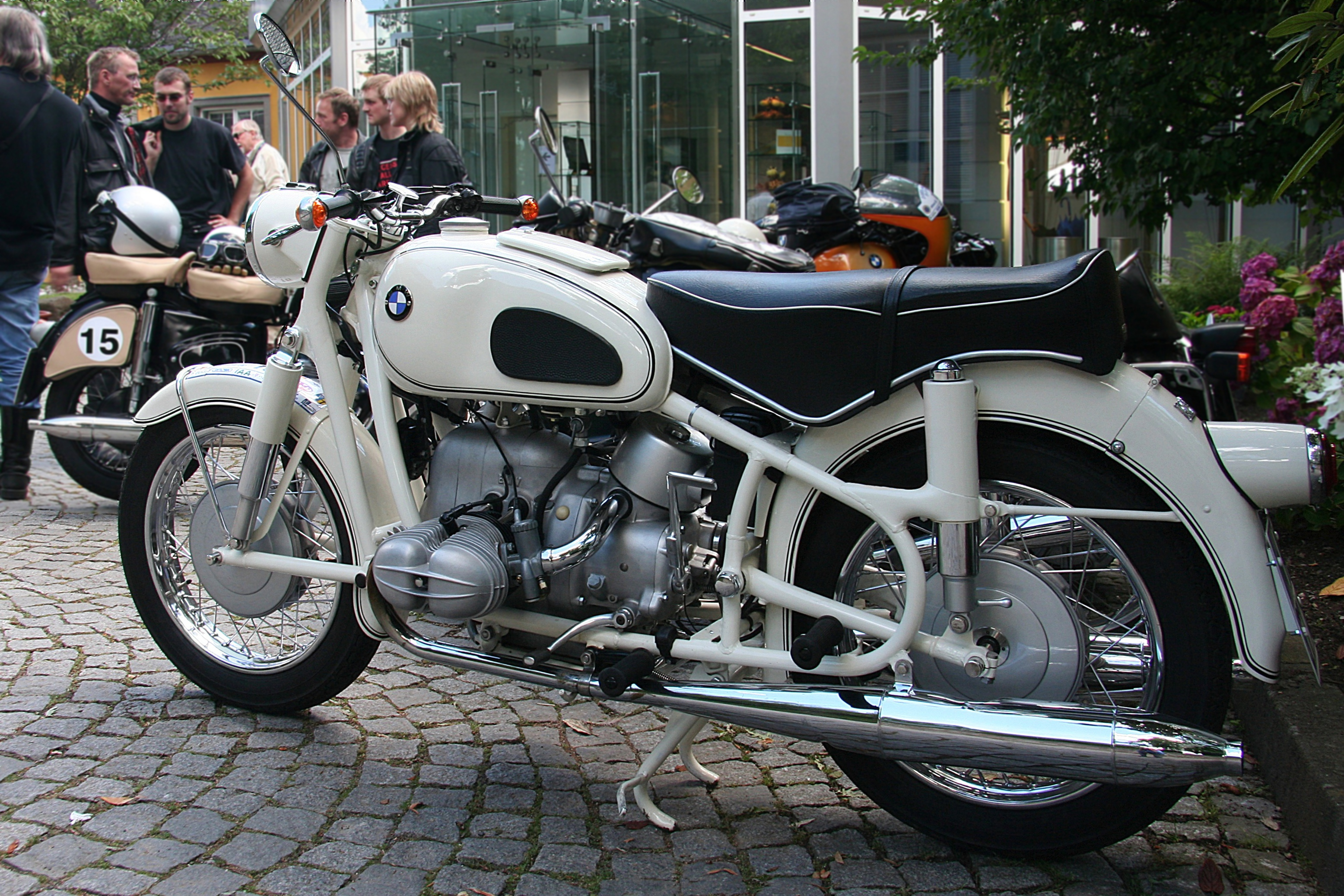
BMW R 69 S mit Earles-Gabel und Hinterradschwinge; mit dem nach hinten weisenden Hebel kann die Federhärte für Soziusbetrieb umgestellt werden.

Die gezogene Zweiarmschwinge ist die technisch einfachste Lösung. Zweiarmschwingen können aus Rund- oder Ovalrohr sehr leicht gebaut werden. Sie bedingen den Ausbau des Hinterrades nach hinten (dazu hatten Motorräder früher aufklappbare Hinterkotflügel) oder nach unten per Montageständer. Sie vereinen hohe Stabilität mit geringer Masse, was die ungefederten Massen gering hält. Mit steigender Motorleistung der Straßenmaschinen zu Beginn der 1970er Jahre wurden die oft knapp dimensionierten Schwingen durch Schwingen aus Rechteckrohr ersetzt, die eine größere Stabilität bieten.
Abgefedert wird die Schwinge von Schraubendruckfedern, die zwischen den Schwingarmen und hinteren Rahmenpartien – oder einem speziellen Rahmenausleger – angeordnet sind. Selten sind auch Blattfedern, Schraubenzugfedern, Drehstäbe und Gummielemente als federnde Elemente verwendet worden, seit Kurzem gibt es auch Luftfedern. Je nach Konstruktion sind eine bis vier Druckfedern üblich, deren Anordnung nicht symmetrisch sein muss. Zunächst fehlten Schwingungsdämpfer, später wurden einstellbare Reibungsdämpfer eingeführt, die zwischen Schwinge und Rahmen angebracht waren (vergleiche Moto Guzzi). Sie wurden durch die hydraulischen Dämpfer abgelöst. Beim letzten Entwicklungsschritt sind Feder(n) und Dämpfer zu einer Baugruppe vereinigt: den Feder-Dämpfer-Einheiten, oft „Federbeine“ genannt.
Ab Mitte der 1950er Jahre wurde die gezogene Schwinge mit zwei Federbeinen üblich. Das erste deutsche Motorrad, das serienmäßig mit dieser Anordnung gebaut wurde, war eine UT von 1953. Um die Federungseigenschaften der gewichtsmäßigen Belastung anzupassen, sind Verstellungen am Federbein möglich, oder es wird eine Zusatzfeder zugeschaltet; hierzu kann auch der obere (Beispiel: Velocette) oder untere (Norman) Befestigungspunkt der Federbeine verändert werden

### Cantilever-Schwinge und Monocross

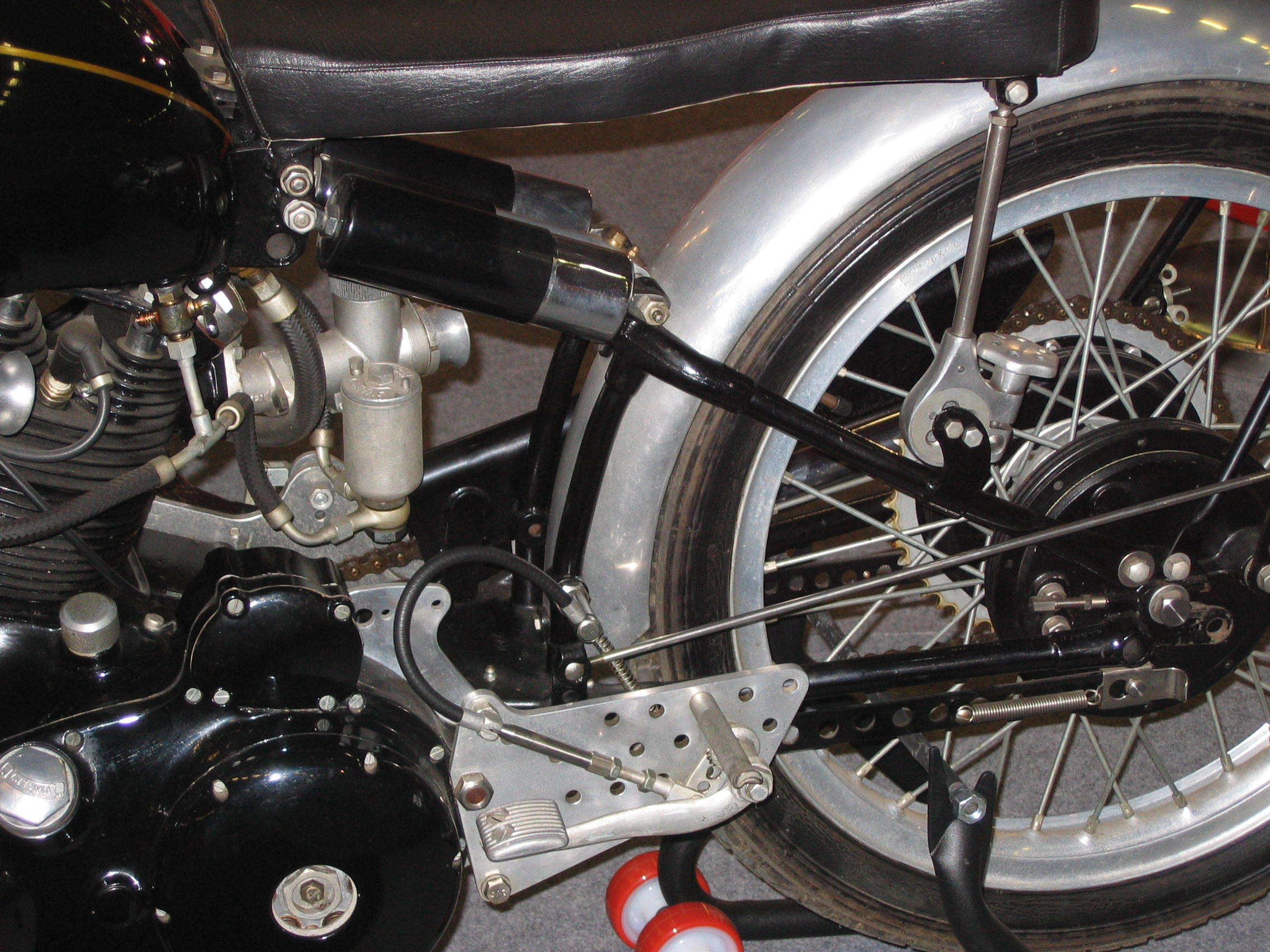
Cantilever-Federung mit Dreiecksstruktur der Hinterradschwinge (HRD-Vincent)
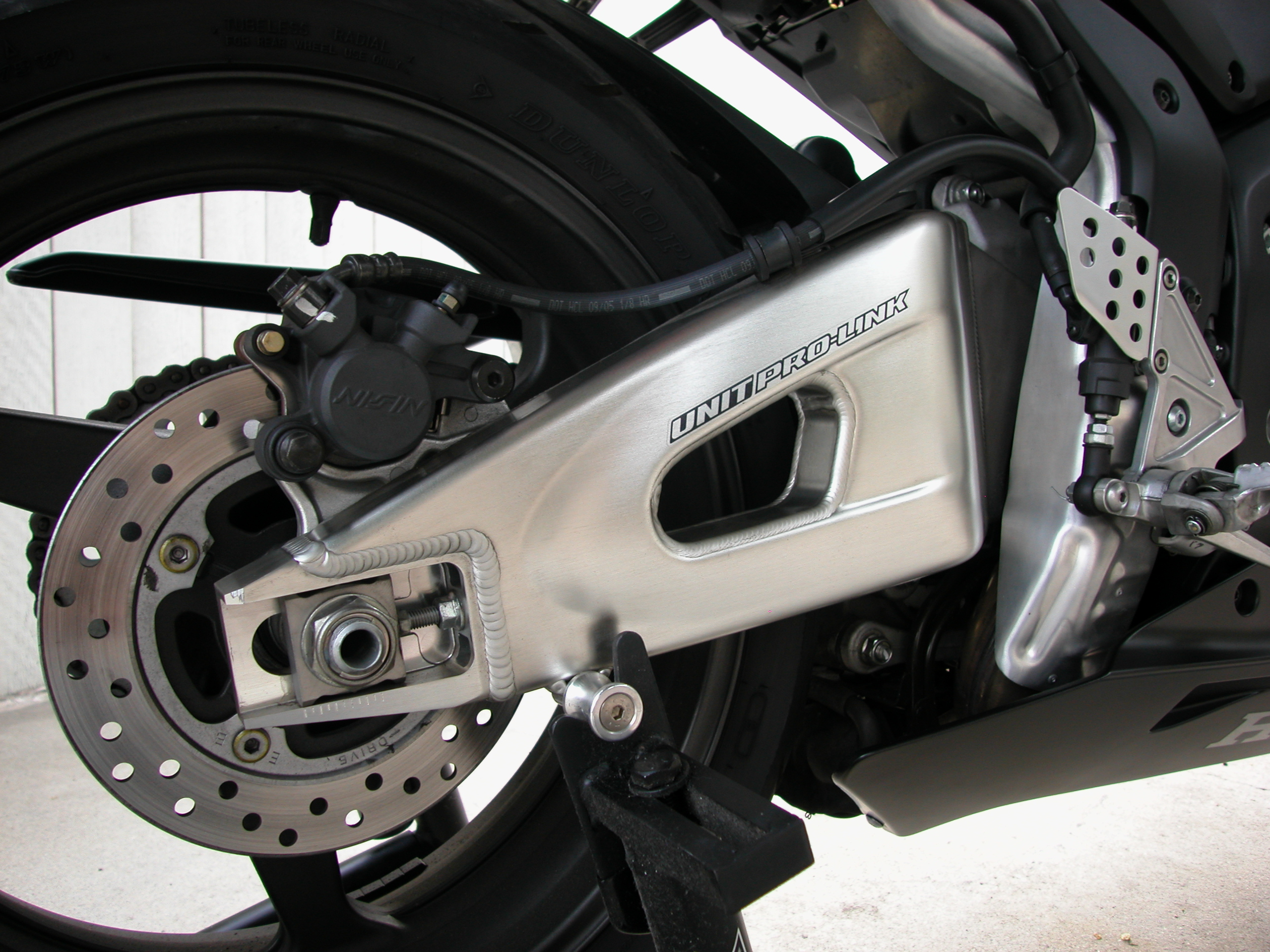
Pro-Link (Honda)
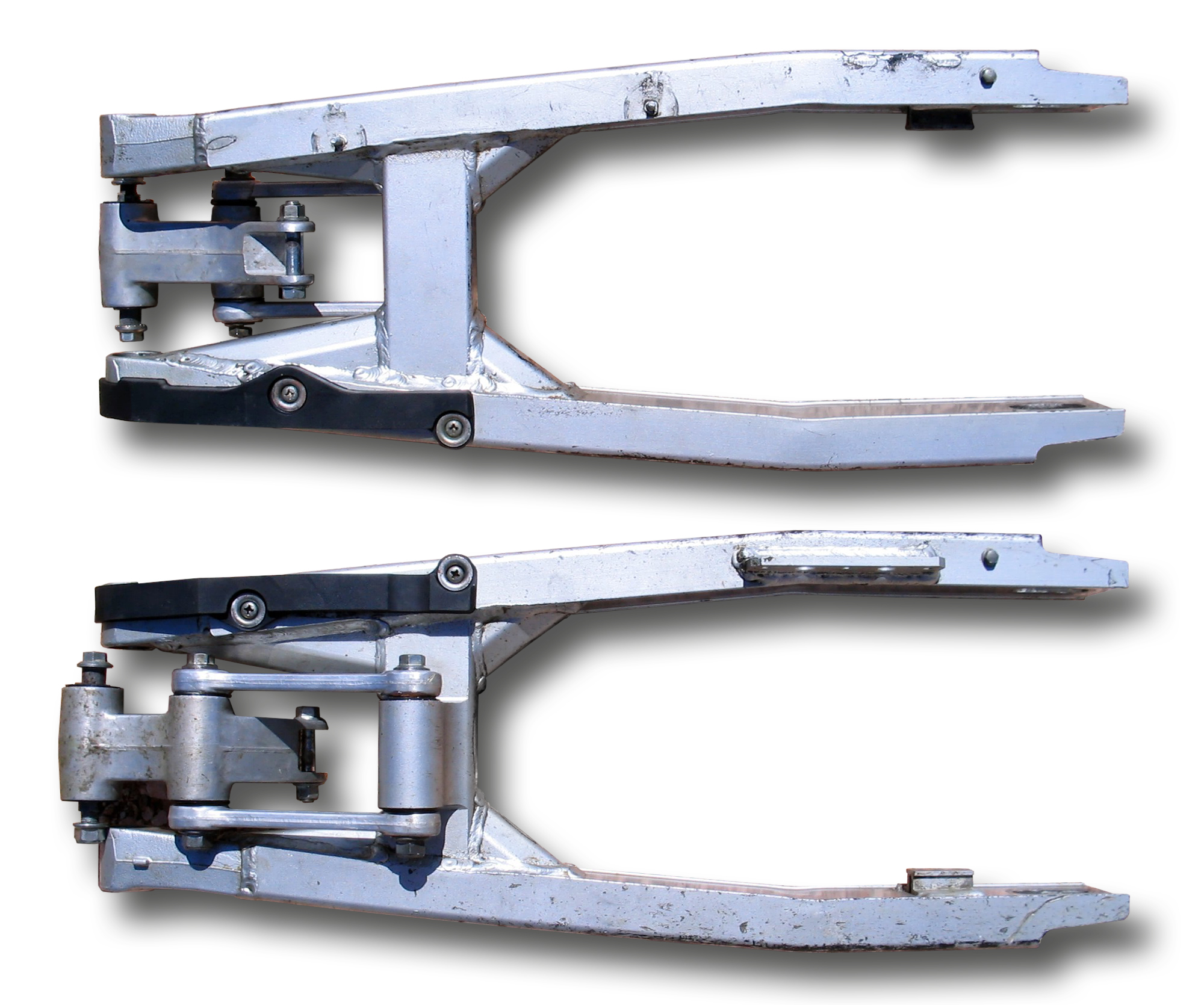
Hinterradschwingen mit Umlenkhebel

Der Begriff „Cantilever-Schwinge“ entstand durch die Bezeichnung der Hinterradschwinge für verschiedene Modelle von HRD-Vincent, die 1931 als „Dreiecksverband“ konstruiert wurde. Ähnliche Systeme verwendeten in Deutschland NSU bei der NSU Fox und Riedel bei der Imme R 100 1949, ohne jedoch den Begriff „Cantilever“ zu gebrauchen.
1973 entwickelte Yamaha die Monocross-Federung, eine Hinterradschwinge mit Einfeder-System, die für die Motocross-Weltmeisterschaft von Weltmeister Håkan Andersson eingesetzt wurde; die Wortmarke Monocross wurde von Yamaha geschützt. 1974 wurde das System im Rennmotorrad Yamaha OW26, nun unter der Bezeichnung Cantilever-Federung, eingesetzt.
Bei der Cantilever-Federung trägt der längere Hebelarm das Rad, der kürzere Arm wird durch eine schräg oder annähernd waagerecht liegende Feder (meist mit Schwingungsdämpfer) gegen den Rahmen abgestützt; die Feder liegt oft unter dem Sattel. Für die Cantilever-Federung mit Umlenkhebel und stehendem Federbein wurden im Laufe der Jahre von verschiedenen Herstellern unterschiedliche Bezeichnungen eingeführt, unter anderem Pro-Link (Honda), Uni Trak (Kawasaki), Full Floater (Suzuki). Der Umlenkhebel macht die Feder beim Einfedern um so härter, je stärker sie zusammengedrückt wird („progressive“ Federwirkung). Das kann – in geringerem Maß – bei einer Cantileverschwinge auch ohne Umlenkhebel und bei der gewöhnlichen Schwinge mit schräg gestelltem Federbein erreicht werden.

### Einarmschwinge

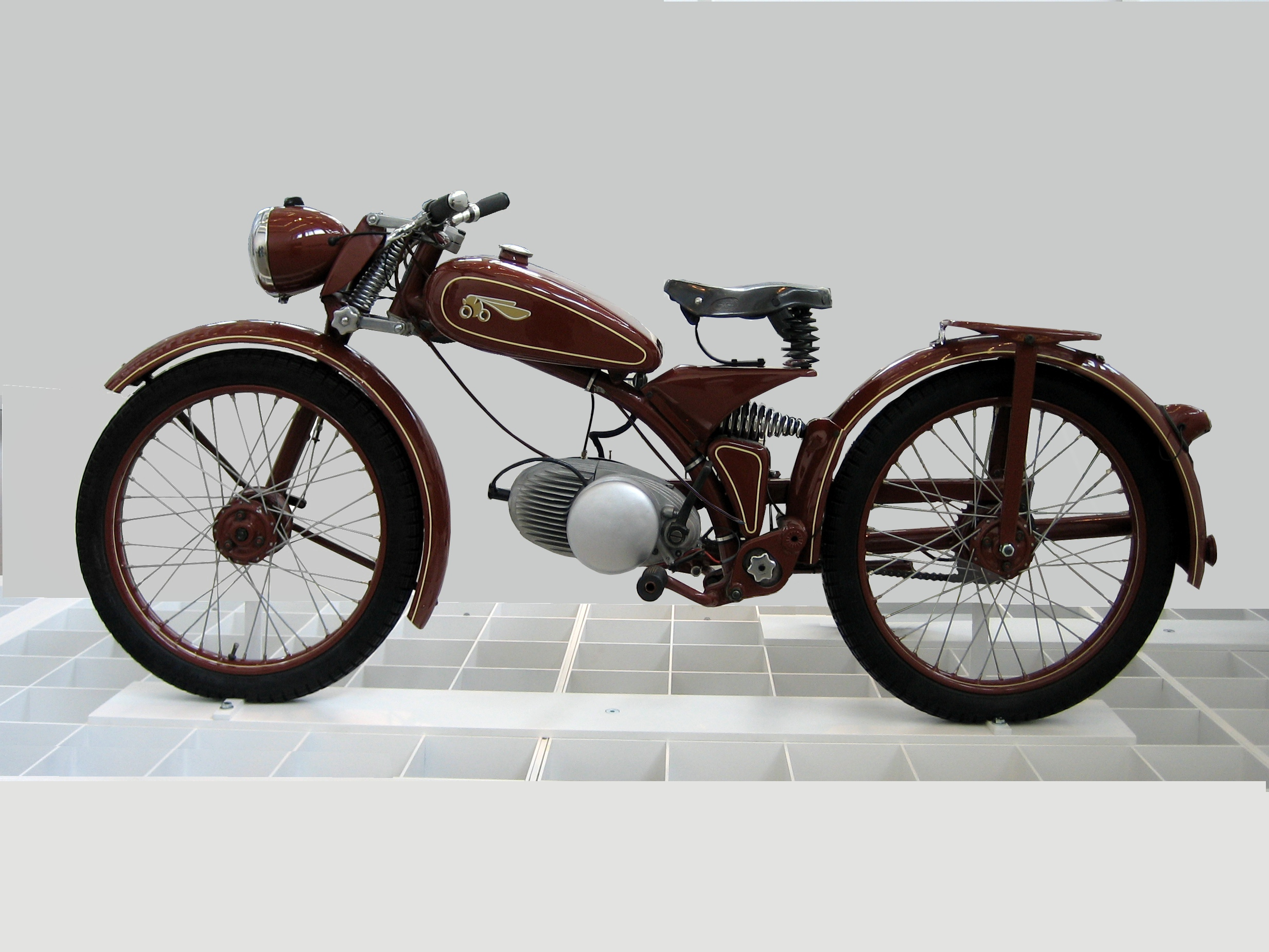
Imme: Der Sterngriff im Schwingendrehpunkt gehört zum Reibungsstoßdämpfer
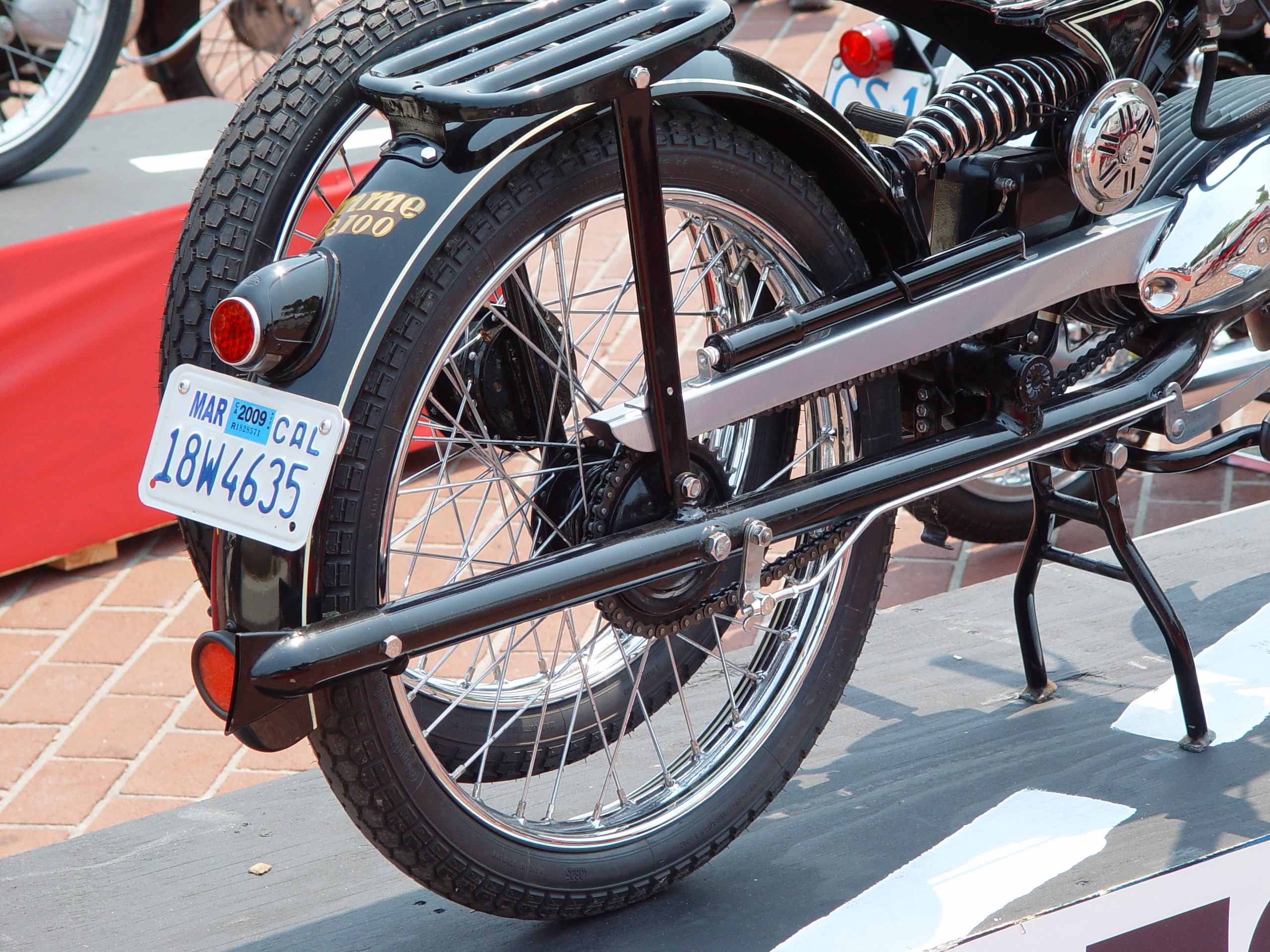
Imme: Verchromte „zentrale“ Tonnenfeder. Man beachte den in die Schwinge integrierten Auspuff
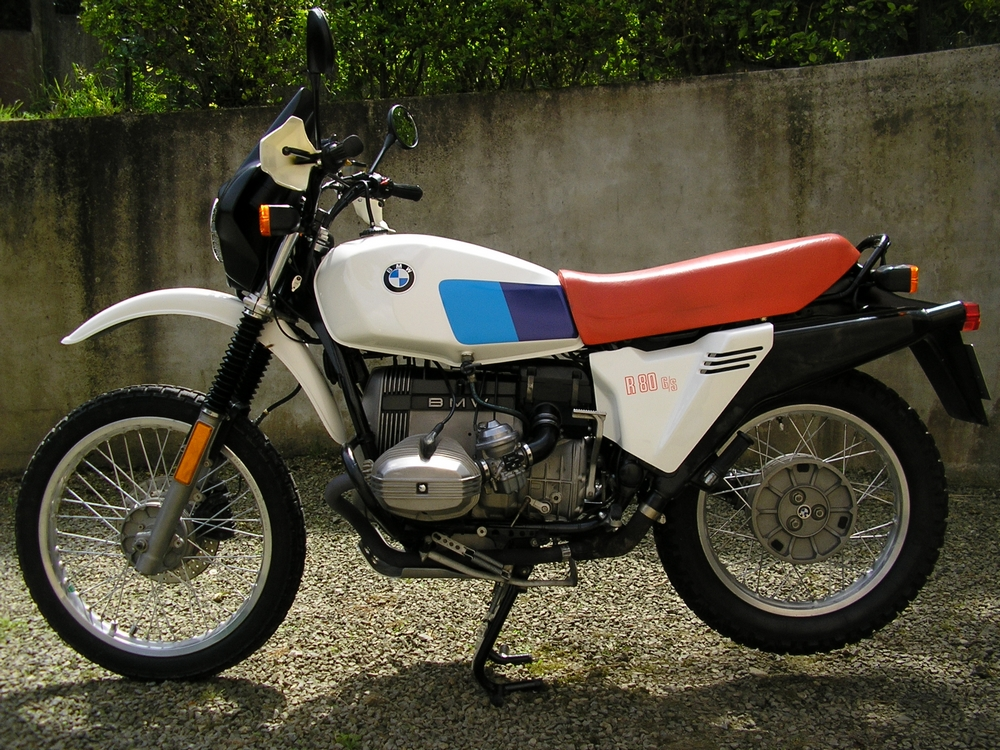
BMW R 80 G/S
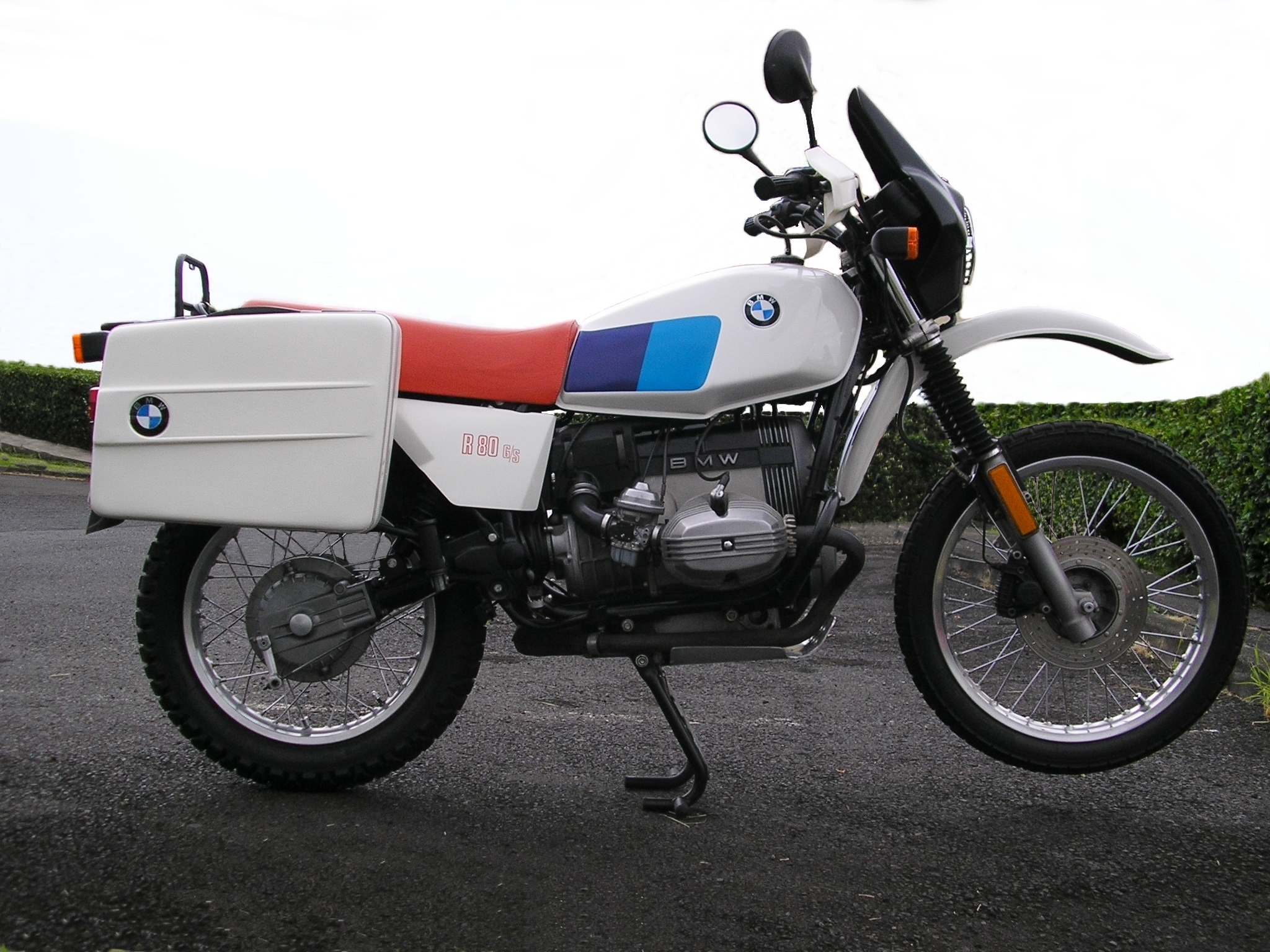
BMW R 80 G/S (Schwingenseite)

Einarmschwingen, die das Rad nur einseitig führen, wurden seit den dreißiger Jahren bei Automobilen und selten auch bei Motorrädern (zum Beispiel Imme R 100) verwendet. Im Jahr 1980 begann BMW mit der BMW R 80 G/S seine Motorradmodelle mit Einarmschwingen auszustatten, die BMW Monolever nannte. Das Prinzip wurde bis zur heutigen Paralever-Schwinge mit Momentabstützung stetig weiterentwickelt. Heutzutage verwenden außer BMW auch andere Motorradhersteller Einarmschwingen, zum Beispiel Ducati, Honda, Moto Guzzi, MV Agusta, Triumph und diverse Kleinserienhersteller. Sie sind in der Regel schwerer oder bei gleichem Gewicht weniger steif als zweiarmige Schwingen, ermöglichen aber einfache und schnelle Radwechsel. An Motorrädern werden sie deshalb gern bei Langstreckenrennen verwendet.
Bei Einarmschwingen ist ein seitlicher Radausbau möglich.

### Triebsatzschwinge
Triebsatzschwingen tragen in einem Gehäuse den Motor, das Getriebe und den Radantrieb. Liegt der Schwingendrehpunkt – in Fahrtrichtung gesehen – vor dem Motor, wird die Schwinge recht lang, bei dem von Ulrich Pohl konstruierten Maicomobil beträgt die Länge zwischen Drehpunkt und Radachse 67 cm. Eine ähnliche Anordnung ist in zwei Patenten von Martin Stolle (Patentschriften 757740 und 930616, darin auch einarmig), aber auch schon in dem ab 27. August 1924 geltenden Patent Nr. 417316 von Max Michael vorgesehen. Triebsatzschwingen mit Drehpunkt zwischen Motor und Hinterrad sind weitaus häufiger und werden zur genaueren Unterscheidung Triebsatzwippen genannt. Mit direkt auf der aus dem Getriebe geführten Welle montiertem Rad werden sie häufig bei Motorrollern eingesetzt. Dort wird die wegen der Trägheit der größeren ungefederten Masse schlechtere Federung zugunsten der kostengünstigen und wartungsfreien Kraftübertragung hingenommen; die Kettenspannung bleibt dabei konstant, ohne dass es besonderer Spannvorrichtungen bedarf. Ein weit verbreiteter Motorroller mit Triebsatzschwinge war die ab 1946 gebaute Vespa. Motorräder mit Triebsatzschwinge waren die Imme R 100 und die ebenfalls von Norbert Riedel konstruierte Victoria Swing.

### Kombination mit Kardanantrieb
Bei Kardanantrieb des Hinterrades kann die Kardanwelle in einem als Rohr ausgebildeten Arm der Hinterradschwinge laufen.